# His New Lid
His New Lid è un cortometraggio muto del 1910 diretto da David W. Griffith e Frank Powell.

## Produzione
Il film fu prodotto dalla Biograph Company. Le riprese furono effettuate a Westfield, New Jersey.

## Distribuzione
Distribuito dalla General Film Company, il film - un cortometraggio di 171,6 - uscì il 24 novembre 1910, programmato nelle sale in split reel insieme a un altro cortometraggio, Not So Bad as It Seemed, diretto da Frank Powell.